# Tereza Valentová
Tereza Valentová (* 20. února 2007) je česká profesionální tenistka. 
Na žebříčku WTA byla ve dvouhře nejvýše klasifikována v červenci 2025 na 106. místě a ve čtyřhře v červenci 2024 na 241. místě.
Na profesionálním okruhu získala dva titulu v sérii WTA 125. Na okruhu ITF vyhrála sedm turnajů ve dvouhře a čtyři turnaje ve čtyřhře.
V juniorské kategorie získala na French Open 2024 titul v juniorské dvouhře, když ve finále porazila krajanku Lauru Samson, i čtyřhře po boku Slovenky Renáty Jamrichové. Finále juniorské dvouhry si zahrála i na US Open 2023.

## Život
Narodila se jako dcera Marcela Valenty a Jitky, rozené Janáčkové. Matka se zúčastnila olympijských her 1992 a 1996 v rychlostní kanoistice.

## Tenisová kariéra
Od začátku roku 2024 začala hrát na turnajích dospělých. Začátek její dospělé kariéry byl impozantní, když zvítězila ve všech 19 zápasech a ve čtyřech ITF turnajích, kterých se zúčastnila. Dokázala porazit čtyři hráčky z druhé stovky, mj. 115. hráčku světa Océane Dodinovou, 132. hráčku světa Lauru Pigossiovou nebo 135. hráčku světa Dariju Snigurovou.
N hlavní soutěži grandslamové turnaje debutovala v květnu 2025, kdy se  se probojovala tříkolovou kvalifikací, když soutěží prošla bez ztraceného setu po výhrách nad Rodionovou, druhou nasazenou Gálfiovou a Waltertovou. V prvním kole hlavní soutěže potom přehrála francouzskou divokou kartu Chloé Paquetovou, přestože ve třetím setu prohrála již 2–5 a několikrát byla dva míče od porážky, aby získala pět her v řadě a zívtězila. Ve druhém kole byla nad její síly světová dvojka a pozdější vítězka turnaje Coco Gauffová.

## Galerie

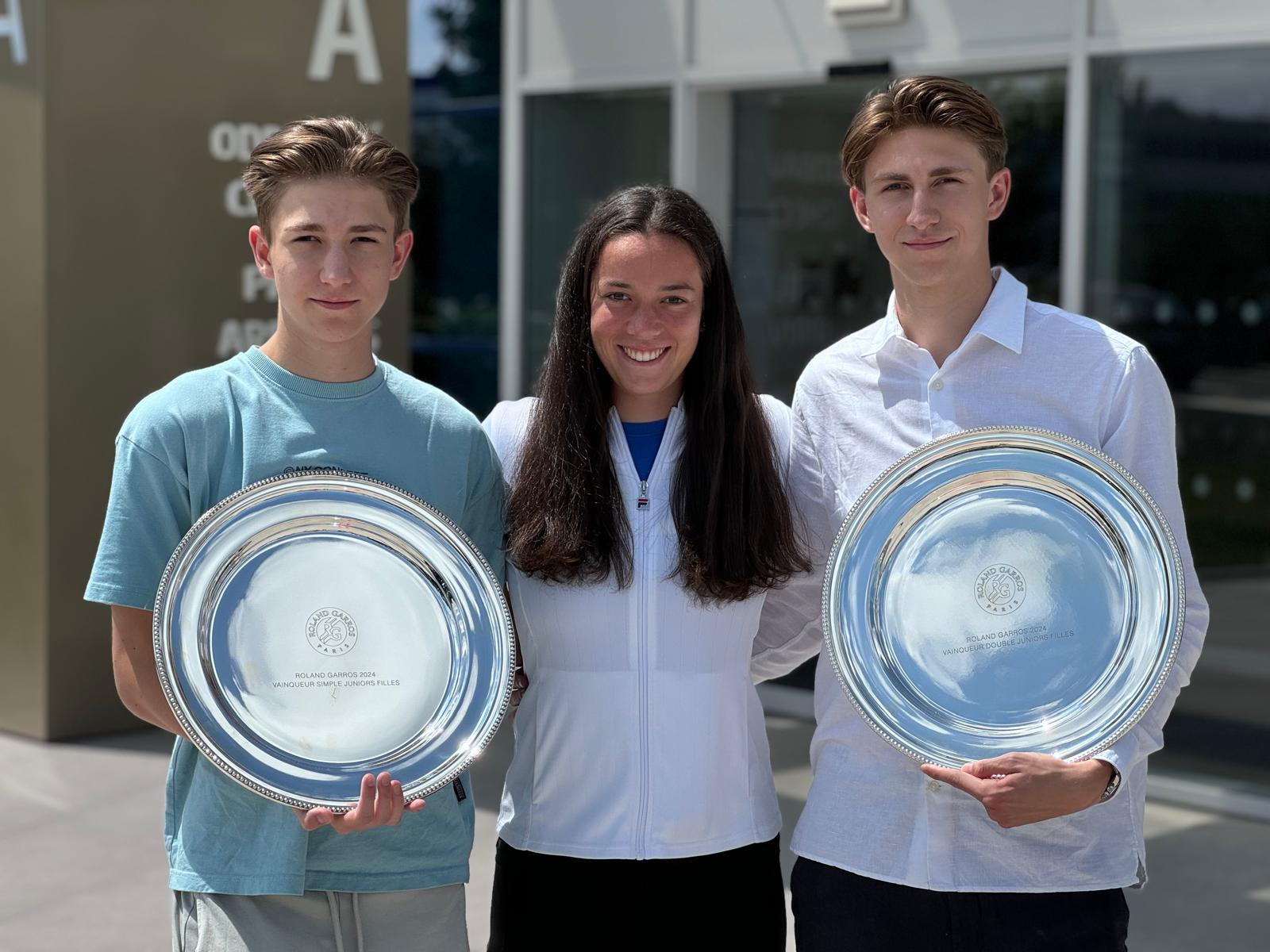
Tereza Valentová s bratranci Janem Valentou (vlevo) a Michalem Valentou (vpravo) drží trofeje z French Open 2024 za tituly ve dvouhře a čtyřhře dívek

## Finále série WTA 125

### Dvouhra: 2 (2–0)
| Legenda       |
| ------------- |
| WTA 125 (2–0) |

| Stav    | č. | datum         | turnaj             | povrch | soupeřka ve finále   | výsledek      |
| ------- | -- | ------------- | ------------------ | ------ | -------------------- | ------------- |
| Vítězka | 1. | červen 2025   | Grado, Itálie      | antuka | Barbora Palicová     | 6–2, 4–6, 6–1 |
| Vítězka | 2. | červenec 2025 | Porto, Portugalsko | tvrdý  | Lanlana Tararudeeová | 6–4, 6–2      |

## Tituly na okruhu ITF
| Legenda         | Legenda     |
| --------------- | ----------- |
| Turnaje W100    | Turnaje W80 |
| Turnaje W75/W60 | Turnaje W50 |
| Turnaje W35/W25 | Turnaje W15 |

### Dvouhra: 10 (7–3)
| Stav       | č. | datum         | turnaj                   | kategorie | povrch    | poražená finalistka | výsledek           |
| ---------- | -- | ------------- | ------------------------ | --------- | --------- | ------------------- | ------------------ |
| Vítězka    | 1. | únor 2024     | Monastir, Tunisko        | W15       | tvrdý     | Ren Yufei           | 6–3, 6–2           |
| Vítězka    | 2. | únor 2024     | Monastir, Tunisko        | W15       | tvrdý     | Audrey Albié        | 6–2, 6–1           |
| Vítězka    | 3. | březen 2024   | Říčany, Česko            | W75       | tvrdý (h) | Darija Snigurová    | 7–6(4), 6–2        |
| Vítězka    | 4. | duben 2024    | Šarm aš-Šajch, Egypt     | W35       | tvrdý     | Linda Klimovičová   | 7–5, 6–2           |
| Finalistka | 1. | květen 2024   | Annenheim, Rakousko      | W35       | antuka    | MarieBenoit         | 5–7, 6–3, 5–7      |
| Vítězka    | 5. | červen 2024   | Staré Splavy, Česko      | W75       | antuka    | Aneta Kučmová       | 6–3, 7–5           |
| Finalistka | 2. | listopad 2024 | Trnava, Slovensko        | W50       | tvrdý (h) | Antonia Ružićová    | 3–6, 2–6           |
| Vítězka    | 6. | leden 2025    | Porto, Portugalsko       | W75       | tvrdý (h) | Nastasja Schunková  | 6–3, 6–4           |
| Finalistka | 3. | březen 2025   | Trnava, Slovensko        | W75       | tvrdý (h) | Valentina Ryserová  | 4–6, 6–3, 6–7(4–7) |
| Vítězka    | 7. | březen 2025   | Murska Sobota, Slovinsko | W75       | tvrdý (h) | Mariam Bolkvadzeová | 1–6, 6–3, 6–2      |

### Čtyřhra: 5 (4–1)
| Stav       | č. | datum         | turnaj             | kategorie | povrch    | spoluhráčka         | poražené finalistky                  | výsledek         |
| ---------- | -- | ------------- | ------------------ | --------- | --------- | ------------------- | ------------------------------------ | ---------------- |
| Vítězka    | 1. | červenec 2023 | Olomouc, Česko     | W60       | antuka    | Magdaléna Smékalová | Zhibek Kulambayeva Darja Semeņistaja | 6–2, 6–2         |
| Vítězka    | 2. | únor 2024     | Monastir, Tunisko  | W15       | tvrdý     | Radka Zelníčková    | Angelica Raggi Ani Vangelova         | 6–4, 6–2         |
| Vítězka    | 3. | březen 2024   | Říčany, Česko      | W75       | tvrdý (h) | Gabriela Knutsonová | Fanny Stollárová Lulu Sunová         | 6–4, 3–6, [10–4] |
| Vítězka    | 4. | duben 2024    | Lopota, Gruzie     | W50       | tvrdý     | Viktória Hrunčáková | Nagi Hanatani Urszula Radwańská      | 6–2, 6–1         |
| Finalistka | 1. | leden 2025    | Porto, Portugalsko | W75       | tvrdý (h) | Noma Noha Akugueová | Eudice Chongová Nika Radišićová      | 6–7(5–7), 1–6    |

## Finále na juniorce Grand Slamu

### Dvouhra juniorek: 2 (1–1)
| Stav       | rok  | turnaj      | povrch | soupeřka ve finále | výsledek      |
| ---------- | ---- | ----------- | ------ | ------------------ | ------------- |
| Finalistka | 2023 | US Open     | tvrdý  | Katherine Huiová   | 4–6, 4–6      |
| Vítězka    | 2024 | French Open | antuka | Laura Samson       | 6–3, 7–6(7–0) |

### Čtyřhra juniorek: 1 (1–0)
| Stav    | rok  | turnaj      | povrch | spoluhráčka       | soupeřky ve finále                  | výsledek |
| ------- | ---- | ----------- | ------ | ----------------- | ----------------------------------- | -------- |
| Vítězka | 2024 | French Open | antuka | Renáta Jamrichová | Tyra Caterina Grantová Iva Jovicová | 6–4, 6–4 |